# 鴨川 (淀川水系)
鴨川（かもがわ）は、京都府京都市を流れる淀川水系の一級河川。

## 地理
河川法（昭和39年法律第167号）における一級河川鴨川の起点は、京都市北区雲ケ畑の出合橋付近である。
北区雲ケ畑の桟敷ヶ岳東部の谷を源とする祖父谷川と、桟敷ヶ岳南部の薬師峠を源とする雲ケ畑岩屋川が雲ケ畑岩屋橋で合流して雲ケ畑川となる。雲ケ畑に建つ金光峯寺志明院（岩屋不動）境内に在る洞窟（神降窟）からの湧水が鴨川の始まり、最初の一滴とされて祀られている。
雲ケ畑川は、雲ケ畑の魚谷山南部の谷を源とする中津川と出合橋で合流し、これより「一級河川鴨川」となる（一級河川鴨川の起点標識は、以前は中津川側にあったが、現在は中津川との合流点に設置・修正されている）。
また、この鴨川本流とは別に、京都市右京区の芹生峠を源とする一級河川貴船川と、京都市左京区の花脊峠を源とする一級河川鞍馬川がある。両者は貴船口で合流し一級河川鞍馬川となり、山幸橋付近で鴨川と合流し大きな流れとなる。なお、貴船神社社伝においては玉依姫命が淀川・鴨川の源流を遡上した際にたどりついたのが貴船の地とされる。
鴨川は一級河川鞍馬川と合流後、北区上賀茂で京都盆地に出る。上賀茂神社（賀茂別雷神社）、下鴨神社（賀茂御祖神社）脇を南南東に流れ、賀茂大橋（加茂大橋）手前で一級河川高野川と合流する。そこから京都市内を真南に流れ、四条大橋上流で一級河川白川と合流したのち南西へ流れ、五条大橋から再度南下、九条高架橋を越えた後に南西へと流れを変え伏見区下鳥羽で一級河川西高瀬川と合流、そのまま桂川に注ぐ。また、中京区で西に高瀬川を分け、以南で並行して九条付近で再度合流する。

### 表記
1964年（昭和39年）公布、翌年施行の河川法により、起点よりすべて鴨川の表記に統一されているが、慣例として、高野川との合流点より上流は賀茂川または加茂川と、下流を鴨川と表記する。「日本紀略」では「鴨川」「賀茂川」どちらの表記も混在しているが、平安時代には流域により表記を区別していたわけではない。
平安京の東部を流れることから、古くは東河あるいは朱雀川とも呼ばれた。また左岸四条下流側にある花街「宮川町」の名の由来は鴨川を宮川と呼んだためとする。

## 歴史
古代の鴨川上流域は賀茂県主氏の本拠地であった。上賀茂神社、下鴨神社はその氏神を祀る。
平安京においては都の東限となる。なお、鴨川が平安京の東限とされた理由として、作庭記を根拠に、風水の四神相応、つまり四神の玄武（山）・青龍（川）・白虎（道）・朱雀（沢）の東の神「青龍」に擬したためだとする説がある。しかし、そうしたことは史書では確認できず、作庭記も平安京の地勢については言及していないことから、四神相応の思想が造都工事に影響を与えたという史学的根拠はなく、後世における推論が通説化したものと考えられる。
中世には四条から五条の河原が歓楽地となり、多くの芸人が集まるようになった。その中の一人に出雲阿国がいる。現在も四条大橋東側に年末恒例の顔見世で有名な南座が建っているが、これは四条河原が芸能の地であった名残であり、また祇園町、先斗町、宮川町などの有数の花街が拡がるのもその名残である。
1614年（慶長19年）には角倉了以・素庵父子によって高瀬川が開鑿され、京都と大坂を結ぶ水路として利用された。1890年（明治23年）には琵琶湖疏水によって琵琶湖とも結ばれた。しかし20世紀に入ると、鉄道の開通によりこれらの水運は衰退した。
1868年（明治元年）5月18日、近畿地方を襲った豪雨により、竹田付近で決壊。

### フランス橋をめぐる景観論争
京都市は1980年代以降、三条大橋と四条大橋の中間に歩行者専用の新たな橋を架けることを計画している。この計画に対しては、予定地の東側では街の活性化につながると賛成する意見がある一方で、西側の先斗町では地域が橋への通り道になると街の風情が損なわれるとして反対する意見が多数を占めていた。
1996年、京都を訪問したフランスのシラク大統領（元パリ市長）は桝本頼兼市長との会談で、セーヌ川のポンデザール（芸術橋）を模した橋を鴨川に架けることを提案した。これは、2年後の1998年が「日本におけるフランス年」にあたることと、京都市とパリ市の友情盟約締結40周年にあたることから、その記念事業としての構想であったが、この計画が公表されると「新たな名所になる」と歓迎する意見がある一方で、「フランス風のデザイン」が景観を損ねるとの批判も起こり、世論を二分した。1997年に行なわれた都市計画案の公告・縦覧では計画に賛成する意見書が反対を上回ったものの、これに対しても計画に反対する市民団体から「意見書の内容を充分に検討することなく数のみを比較している」と、計画決定の拙速さが批判の対象となった。またフランスのル・モンド紙が計画を批判する記事を掲載するなど、京都市外をも巻き込んだ論争となり、結局、1998年に市は芸術橋計画を白紙撤回した。

### 条例による規制
京都府鴨川条例（2008年4月1日施行）により、場所によって自転車の放置・打ち上げ花火や爆竹・バーベキューなどが禁止されている。

## 治水
古来鴨川は氾濫を繰り返す暴れ川として知られていた。これは大都市を流れる河川としては勾配が急であることに加え、平安京造営時に北山の木が伐採されたこと、市街地の東への拡大にともない河原が市街地化したことなどが原因である。
824年（天長元年）には治水を担当する防鴨河使（ぼうかし）という官職が設けられたが、洪水はやまなかった。平安末期に権勢をふるった白河法皇は、自らの意に沿わないもの（天下三大不如意）の筆頭に「賀茂の水」を挙げている。豊臣秀吉の築いた御土居の東部は鴨川に沿っており、堤防としての役割を兼ねていた。また1670年（寛文10年）には今出川通から五条通までの区間に寛文新堤が設けられ、御土居との間が新たな市街地として開発された。

### 昭和の鴨川水害
1935年（昭和10年）6月29日未明に発生した鴨川水害では死者12名・負傷者71名・家屋の全半壊482戸、37.2平方kmが浸水。このほか鴨川にかかる26橋のうち五条大橋など15橋が流失した。また、同日午前中に上流の橋が相次いで流失する過程で、橋の部材が三条大橋や当時コンクリートアーチ橋の四条大橋に引っかかり川の流れをせき止め、先斗町や三条以南の木屋町筋が濁流に浸かるなど市内の浸水に拍車がかかった。鴨川と平行して走る京阪本線に路盤流失・駅舎やホーム・琵琶湖疏水の団栗閘門を破損させ東山区側の宮川町も浸水、さらに朝には団栗橋・松原橋・五条大橋を倒壊させて正面橋をせき止めてさらに大きな被害を出した。この洪水による橋の被害がなかったのは北大路・加茂・七条の3つの橋のみだった。復旧工事中の同年8月10-11日にかけて再度の豪雨で鴨川にかけた仮橋が流失するなどの被害を受ける。三条大橋左岸の堤防も決壊した。
これを契機に琵琶湖疏水の暗渠化・塩小路橋付近に水力発電所建設、京阪線の地下化を含む大規模な河川改修事業が計画され、戦争による中断や京阪線地下化・疏水の暗渠化・発電所建設は中止されたものの、1947年（昭和22年）に鴨川の改修工事は完成した。それまで西側に残る水路（みそそぎ川）の高さから2m近く河道が掘り下げられ、五条大橋-塩小路橋間の京阪線の緑地帯を撤去して川幅の拡幅、落差数十cmの堰を多く造り川の流速を抑制する現在の姿になった。
これで鴨川改修工事は終了したが、支流の河川改修工事が遅れ、昭和10年の水害時を上回る最大雨量を記録した1951年7月11日の集中豪雨による水害では上賀茂地区・山端地区が浸水、岩倉地区が水没、出町橋、正面橋、塩小路橋など8橋が流出。五条大橋も流出の危険があるとして一時通行止となった。
その後、京都市の交通渋滞緩和策として京阪線と琵琶湖疏水の地下化は、京都市電廃止後の1979年に着工され1987年5月に地下化され、翌年5月に川端通が開通した。
なお御池通～五条通にかけてカップルが並ぶことで有名な堤防は、鴨川西岸の先斗町などでは道幅が狭いため火災発生時に消防車の進入ルートとして整備された。

### 鴨川つけかえ説
賀茂川は元々堀川あるいは西洞院川の付近を流れ、都の建設予定地を南北に貫いていたため、堤を築いて平安京を避けるように東へ川筋を変更したのではないか、という『平安通志 巻乃一』（湯本文彦、1895年〈明治28年〉）の推論をもとに、これを支持発展させた自然科学者の塚本常雄が1932年（昭和7年）に提唱した学説である。
現在高野川と合流している地点から上流約3.3 kmと下流2.7 kmの二つの直線状の部分が、平安京の造成時に人工的に掘削して作られたものとし、おもに地勢・地形学的根拠、地質学的根拠、歴史的根拠の三つの根拠を挙げてつけかえ説を展開した。すなわち、上賀茂付近の地形から、賀茂川（鴨川上流部）が南東に流路を取っているのは不自然で、もともと賀茂川は北の谷口から扇状地形を形成しつつ南下、分流し堀川・西洞院川付近を流れていたと考えられ、よって上賀茂から高野川との合流地点＝出町までは人工河川であるとした。一方高野川については「京都市地質図」を示してそこに現れる出町付近を頂部として南西から南に広がる扇状地に含まれる花崗岩質の砂礫の存在により、現在の出町合流地点からやはり扇状に分流しながら南西から南方向に流れ、新町姉小路付近で北から流れてきた古賀茂川細流と合流していたとし、現在鴨川が出町から南に流路を取っているのは平安京建都のさいに付け替えられたためとした。つまり塚本の「鴨川つけかえ説」は、出町から上流部の「賀茂川つけかえ」と下流部の「鴨川つけかえ（古高野川つけかえ）」の二つの主張により成り立っている。この説は地質調査や地形観察という科学的根拠を伴っていたため、歴史学者の共感を広く得て、林屋辰三郎『京都』の「賀茂川の前身は北山から真南に向かって、堀川の位置に大きな河幅となって貫流しており」との記載に代表されるような、現在の賀茂川に相当する流れが南下して後の平安京域を南北に貫いて流れていたというイメージを伴って、以後書籍のみならず新聞や観光パンフレットなどで広く引用され、歴史学者たちのこうしたイメージも交えたこの「鴨川つけかえ説」は1980年代までは主流であった。一方で、史書、伝承などで鴨川に関する大工事のあったことが確認されないことから、この説に疑問を呈する史家も少なからずいた。
こうした「鴨川つけかえ説」を、同志社大学教授（当時）の横山卓雄は地質学の観点から論じて否定した。地下鉄烏丸線の工事のときに烏丸中学校付近を掘削したところ、地下5 mに岩盤が発見された。この地下の岩盤を重力測定を用いて調査したところ、地下山脈が船岡山地下の東から続いていることが判明。塚本説で唱えられた古賀茂川の流れをほぼ直角に横切っているため、この地下山脈を越えて流れていたとは考えられず現在の賀茂川の流れは自然な流れだとした。
一方で、鴨川（高野川）つけかえについては、さまざまのデータをもって、塚本の示した「京都市地質図」は平安京遷都直前の扇状地の地質を示すものでなく「三万年以上前に形成された扇状地」のものであったとし、「塚本による鴨川つけかえ説は彼の集めたデータがすべて正しいとするならば論理的にも誤りがなかった。ただしそのデータがすべて正しいという仮定が成り立たなかった」と結論した。この横山の主張を受け、従来塚本説を支持して著書に紹介していた歴史学者たちも一斉に「つけかえはなかった」とするようになり、現在では塚本説に代わって定説化したかのようにうかがえる。
この横山説に対しては21世紀に入って、高橋学、小谷愼二郎、荒井まさお、植村善博、加藤繁生など各分野の研究者その他から批判が出されている。
まず船岡山から相国寺に続く基盤岩による地下山脈の存在によって賀茂川の南流を否定した点について、地下5 mに伏在する基盤岩は扇状地帯の形成に何ら影響を与えないこと、尾根の南側には堆積から取り残された湿地や凹地も存在しないこと、地下基盤岩が標高差＋20 ｍ以上・4 km上流の上賀茂付近での賀茂川の進路選択に影響を与えないこと、現在その基盤岩上に5ｍの堆積のあることの説明がつかないことが指摘される。
この賀茂川について、自然地理学の観点からは、3万年前以降、それまでに形成された扇状地を下刻し段丘化しつつ氾濫する範囲を西から東に移動しており、平安京造営時には、今出川通付近では御所（京都御苑）の中心、丸太町通付近では京都府庁の東端よりも東側を広い範囲で氾濫し、多くの一時的流路があったという見解が示されている。
また、南流して平安京域に至る堀川は、更新世に形成された扇状地帯を侵食した時の鴨川（賀茂川）の河道のひとつであるが、縄文時代晩期には概ね地形が形成されていた地形面
に位置し、平安京造営時には旧河道となっていたことが指摘される。
以上により、また加えて京域西洞院通にある谷は上流域を持たないことから、賀茂川の細流が堀川・西洞院通方向へ南流していたという塚本の賀茂川つけかえ説の主張は否定される。一方で、より現在の賀茂川側（東側）に偏っていたとしても扇状地上を分流し細流していた古賀茂川が人為的に一本化され現在に近い流路に変更された可能性は否定できないことになる。なお荒井・加藤はこの賀茂川のつけかえが行われたのは平安建都に際してではなく、6世紀以降付近に定住した賀茂氏による開発の途上で行われたものとの仮説を示している。
高野川（鴨川）については、横山は古高野川が出町付近から南西に流れていたとする塚本の「京都市地質図」に描かれる花崗岩質の砂礫の分布は「三万年以上前に形成された扇状地」であるとし、
横山と同じく「鴨川つけかえ説」に否定的な見解を示す石田志朗は扇状地の形成時期については更新世であるという当時の知見に基づき「高野川が南西に流れていたのは最終氷期までで、縄文時代以降は現在の鴨川の流路を南流していた」という記述をしているが、加藤は、横山が「三万年以上前」には高野川が左京域を南西に流れていたことを認めながらその南西流がいつ・どういうメカニズムで南流に変わったのか説明をしていないと批判する。
なお、鴨川扇状地の形成時期を更新世以前のものとする横山や石田の主張は、これを完新世とする自然地理学の知見（河角、植村、高橋など）により現在では否定されている。植村は、京都盆地の東半部は、花折断層に対して南東方向に沈み込む断層角盆地としての特徴を持つため、北西から南東に向かって盆地底が傾き下がる地殻運動が数万年間にわたって継続していることから、鴨川は3万年前以降、それまでに形成された扇状地を下刻し段丘化しつつ氾濫する範囲を西から東に移動しており、平安京造営時には今出川通付近では御所（京都御苑）の中心、丸太町通付近では京都府庁の東端よりも東側を広い範囲で氾濫し、多くの一時的流路があったとして、「右岸に小規模な堤防を築き、南北性の流路を利用して導き固定していった」と推定している。
加藤は、考古学的痕跡からは建都直前まで、また平安時代にも平安京左京域に北東から南西に向けた水の流れがあったことが明らかにされていることから、これを古高野川の細分流が造営時に平安京左京を貫いていた証拠であるとして、ただ南西方向に向けた水の流れがあることをもって特段の根拠なく「造都に先立って流路を南に変えたのは確か」などと主張する。一方で、植村は、高野川が御所付近を南西に流れていたのは弥生時代よりも前であるとする。
なお、鴨川の工事が記録に現れないことについては、旧流路を利用したことから大規模な掘削は必要でなかった、造都という大事業の中では特記するほどの工事ではなかったとの指摘がある。
このように、塚本の「鴨川つけかえ説」を否定し過去のものとした横山説であるが、地質学・自然地理学などの自然科学分野からの検討により、平安京造営時に「北山から真南に向かって、堀川の位置に大きな河幅となって貫流」していたという「鴨川つけかえ説」として流布するイメージについては改めて否定される一方で、元から概ね現在の流路であったということについては疑義が示されている。さらに、加藤は考古学、歴史学などからの論考を期待して、横山説の結論だけを受け入れ引用して広めてきた歴史家たちに対し、単なる追従ではない対応を求めている。

## 文化

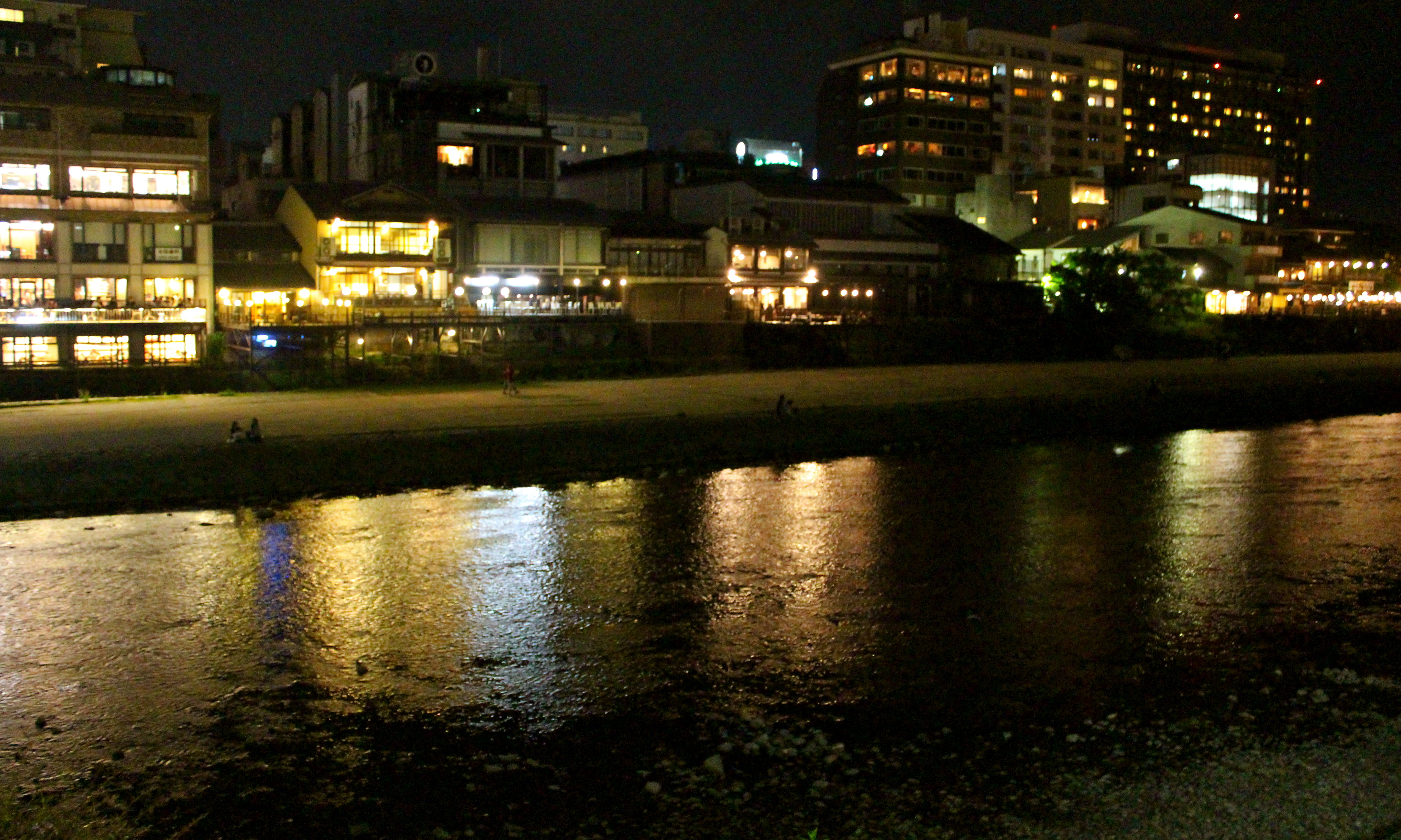
川床の様子

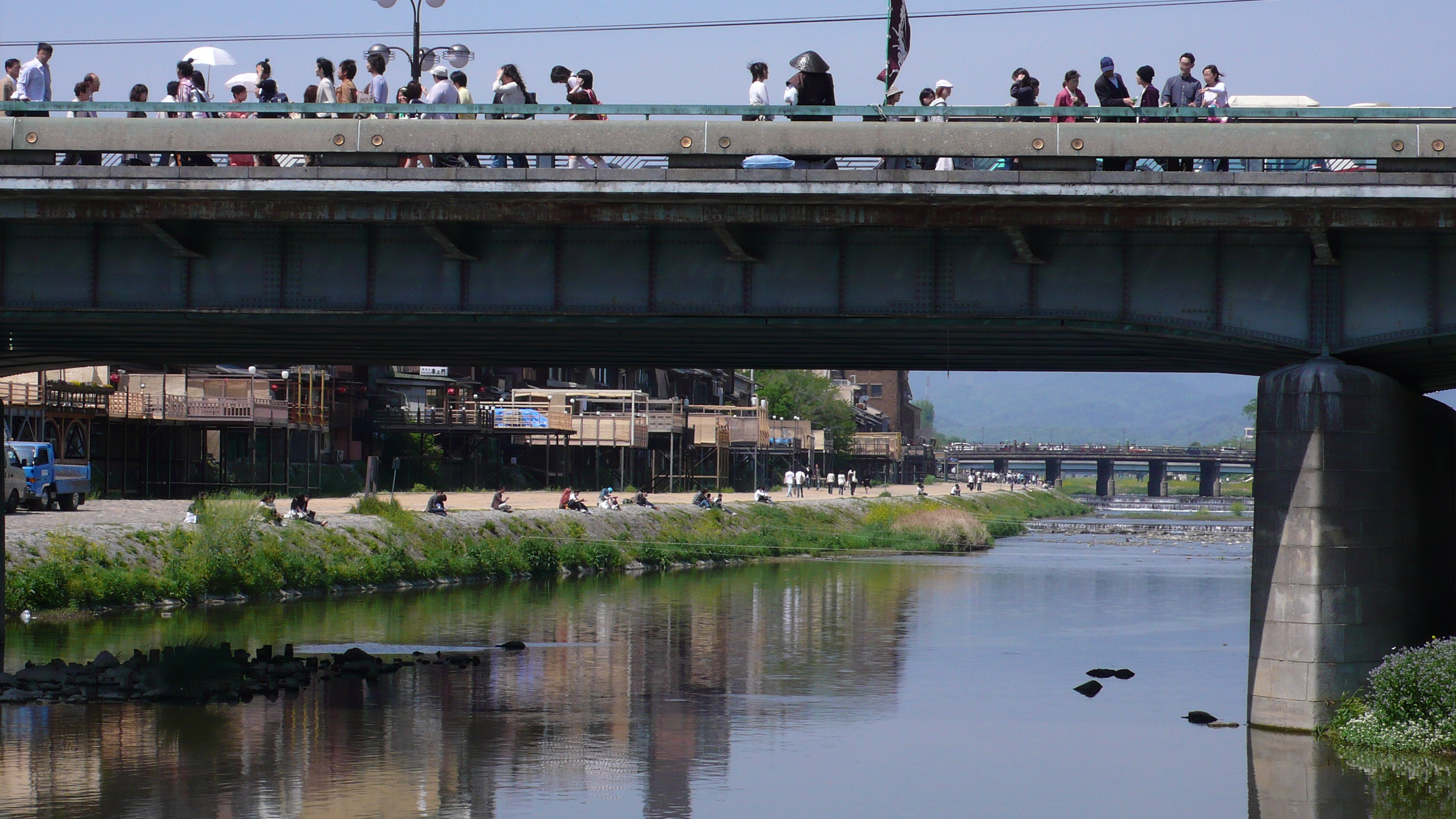
四条大橋上流川岸(2007年4月撮影)

納涼床
川床（ゆか）ともいう。二条大橋から五条大橋にかけての鴨川西岸の料理店では、5月から9月にかけて河原に張り出した木組みの床が設けられる。北エリア（二条通から先斗町公園の上木屋町、先斗町北）と南エリア（先斗町公園から五条通の先斗町南、西石垣、下木屋町）に位置し、観光客を魅了している。
友禅流し
かつては京友禅を鴨川の流れにさらす「友禅流し」が行なわれていたが、水質悪化などが問題となり1970年代に中止された。
鴨川等間隔の法則
三条大橋と四条大橋の間の川岸は先斗町や繁華街から近いこともあり、週末の昼下がりから夜にかけては多くの人がたたずむ。しかしどれだけ人が増えてもカップルやグループの間隔が等間隔であるといわれる事から、この現象は「鴨川等間隔の法則」と呼ばれる事がある。
鴨川デルタ
賀茂川と高野川の合流地点の三角地帯の通称である。出町桝形商店街と隣接しており、大混雑する観光名所とは一線を画した市民の憩いの場となっている。ただし、有頂天家族やけいおん!など有名作品の聖地でもあり、たまこまーけっとの舞台となった出町桝形商店街と合わせて県外から訪問する者も多い。

### 古典における鴨川
「瀬見（せみ）の小川」の別称（雅名）もあり、鴨長明が詠んだ「石川や せみの小川の 清ければ 月も流れを 尋ねてぞすむ」の歌が『新古今和歌集』に入撰している。「鴨川の流れが清く美しいので、（人ばかりか）月までが瀬を見にやってきて川面に宿っている」の意味。
ただし、判者を務めた顕昭は「いとも聞き及び侍らず。（そのような別称は聞いたことがない）」と評価を保留し（のちに認める）、長明の天敵ともいうべき禰宜の鴨祐兼から「内々の雅名を勝手に吹聴し、上皇も行幸される聖地を世俗化させた」などと猛烈な非難を浴びている。

## 自然
オオサンショウウオ
賀茂川上流の雲ケ畑には、特別天然記念物のオオサンショウウオが棲む。大雨の後などに京都市街まで流されてくることがある。なお、人為的に持ち込まれたチュウゴクオオサンショウウオとの交雑が問題となっている。
ユリカモメ
10月下旬から5月上旬ごろまで、琵琶湖で越冬しながら毎日鴨川まで通って来る。今では冬の風物詩と化しているが、鴨川に姿を見せるようになったのは意外に新しく、1974年のことである。伊勢物語では、都鳥（ユリカモメ）のことを「京には見えぬ鳥」と記している。
アユ
天然アユは戦前まで遡上していたが、1935年に発生した2度の水害対策で川底の掘り下げと多数の堰の設置で、鮎の遡上が妨げられた。そのため現在は賀茂川漁協が琵琶湖産の鮎を放流している。2011年5月に京都市や賀茂川漁協などが天然アユ復活を目指し「京の川の恵みを活かす会」を発足させた。同会はアユの遡上の妨げとなっていることが2010年の京都市の調査で確認されていた龍門堰に対して、鴨川と西高瀬川が合流する堰の左岸部分にスギ角材を使った仮設魚道を設置した。その後の同会が堰での定時観測により天然アユの遡上が確認された。翌年5月16日には四条大橋下流の堰にも竹材で作られた仮設堰が設けられた（堰の下流部の水深が浅く、アユが堰を飛び越える助走路を確保するため）。そして龍門堰は撤去された。
サツキマス
龍門堰の撤去がなされた事によりアユだけでなくサツキマスの遡上も確認された。

## 主な支流

### 源流
- 中津川
- 雲ケ畑川
  - 祖父谷川
  - 雲ケ畑岩屋川

### 起点以降に合流する支流
- 鞍馬川
  - 貴船川
- 高野川
  - 高谷川
  - 呂川
  - 岩倉川
- （琵琶湖疏水）
- 白川
- 堀川
- 西高瀬川

### 分流
- 御手洗川（みたらしがわ）

明神川ともいう。北区上賀茂で賀茂川から分かれ、上賀茂神社境内を流れた後、再び賀茂川に合流する。境内では御物忌川、楢の小川とも呼ばれる。なお、下鴨神社境内にも同名の川があるが、こちらの水源は湧水であり、高野川を経て鴨川に注ぐ。
この水は葵祭の神事に用いられる。
- みそそぎ川

加茂大橋下流で鴨川から分かれ、西岸の河川敷（鴨川公園の地下川道、丸太町橋下流で地上へ）を鴨川本流と並行する。二条大橋の下流で高瀬川を分けた後、五条大橋付近で再び鴨川に合流する。もともとは高瀬川の水源を得るために設けられたもので、鴨川の河床が河川改修により低くなるにしたがって、水源を求めて上流部へ延長された。江戸時代の御所再建の際には、この水流を使って丸太町付近まで資材の運搬が行われた。夏の納涼床はこの川にまたがる形で設けられる。
- 高瀬川
- 出町柳川

## 水力発電所
鞍馬川・静原川・賀茂川（鴨川）より取水、水路式水力発電を行い、賀茂川（鴨川）に放流する「関西電力株式会社洛北発電所」がある。1908年（明治41年）「洛北水力電気株式会社」が設置、1914年（大正3年）に京都電燈の発電所となり、その後1940年（昭和15年）に京都市に売却され京都市電気局所管の市営発電所となり、1942年（昭和17年）配電統制令で関西配電に現物出資された。1951年（昭和26年）、電気事業再編成により関西配電から関西電力に移管された。出力は1号機200kW・2号機250kWの合計450kWと1基あたりの出力は小水力発電所並だが現在も稼動している。

## 主な橋梁
鴨川に架かる橋は、豊臣秀吉の頃からの公設橋の三条大橋・五条大橋、太田垣蓮月が私財を投じて造った丸太町橋、町衆の力を集めて造られた四条大橋などの私設橋と、橋それぞれに様々な歴史が存在する。
そして明治末年から大正初年に掛けて京都市で行われた「京都市三大事業」のひとつ道路拡築および市電敷設に併せて丸太町橋・四条大橋・七条大橋が市電の荷重に耐えられる近代橋に架け替えられたが、現在、鴨川にかかる橋の多くは1935年（昭和10年）6月の京都水害（鴨川水害）で倒壊したり、水害対策の河川改修に伴い架け替えられたり、五条大橋のように戦後の道路拡幅により、塩小路橋・丸太町橋は老朽化により1970年代以降に架け替えられている。現存する橋で最古の橋は1913年春に竣工した七条大橋で、開通から既に100年を経過している。2017年末時点で賀茂大橋・荒神橋・二条大橋では耐震補強や安全基準に合わせた改修が行われている。
以下上流側より記す。
岩屋橋 - 出合橋 - 山幸橋 - 十三石橋 - 高橋 - 庄田橋 - 志久呂橋 - 賀茂川通学橋 - 西賀茂橋 - 御薗橋（御薗橋通） - 上賀茂橋（玄以通） - 北山大橋（北山通） - 北大路橋（北大路通） - 出雲路橋（鞍馬口通） - 葵橋（下鴨本通） - 出町橋 - 賀茂大橋（今出川通） - 荒神橋（荒神口通） - 丸太町橋（丸太町通） - 二条大橋（二条通） - 御池大橋（御池通） - 三条大橋（三条通） - 四条大橋（四条通） - 団栗橋 - 松原橋（松原通） - 五条大橋 - 正面橋（正面通） - 七条大橋（七条通） - 塩小路橋（塩小路通） - （JR東海道本線鴨川橋梁） - （JR東海道新幹線鉄橋） - （JR奈良線鉄橋） - 九条跨線橋（九条通） - 東山橋 - 陶化橋（十条通） - 勧進橋（竹田街道） - 水鶏橋 - （近畿日本鉄道京都線鉄橋） - 竹田橋 - 京都南大橋（油小路通） - 大宮大橋（大宮通） - 鳥羽大橋（国道1号） - 鴨川大橋（名神高速道路） - 小枝橋 - 京川橋

## ギャラリー

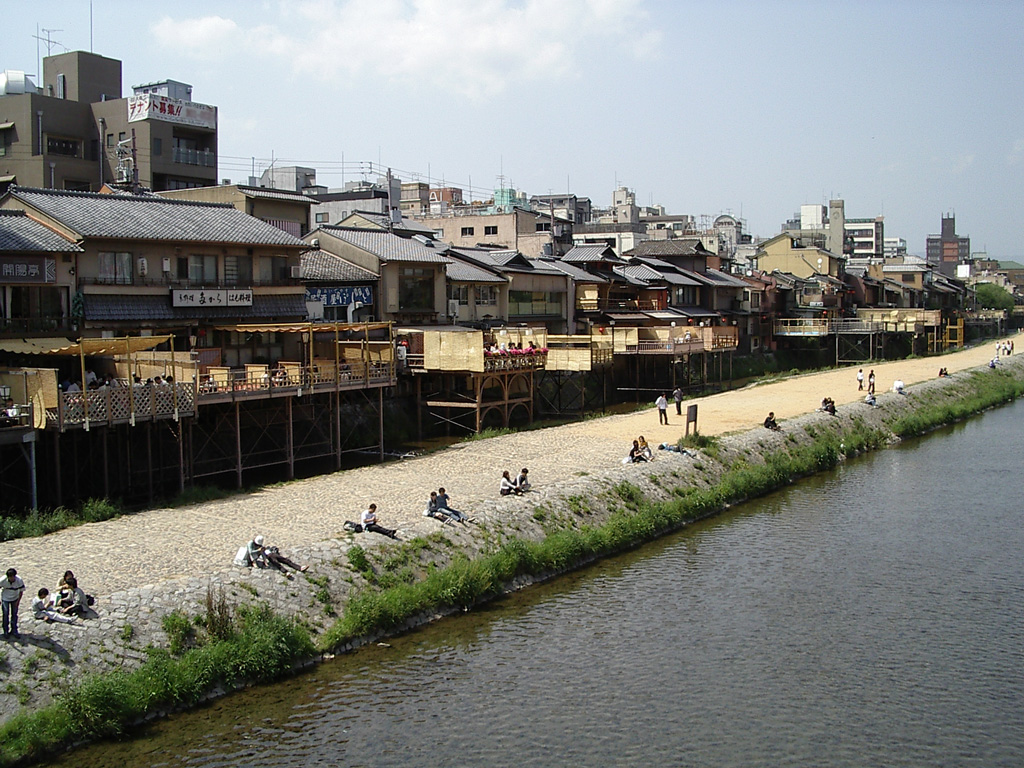
鴨川等間隔の法則。奥は先斗町に設けた納涼床。
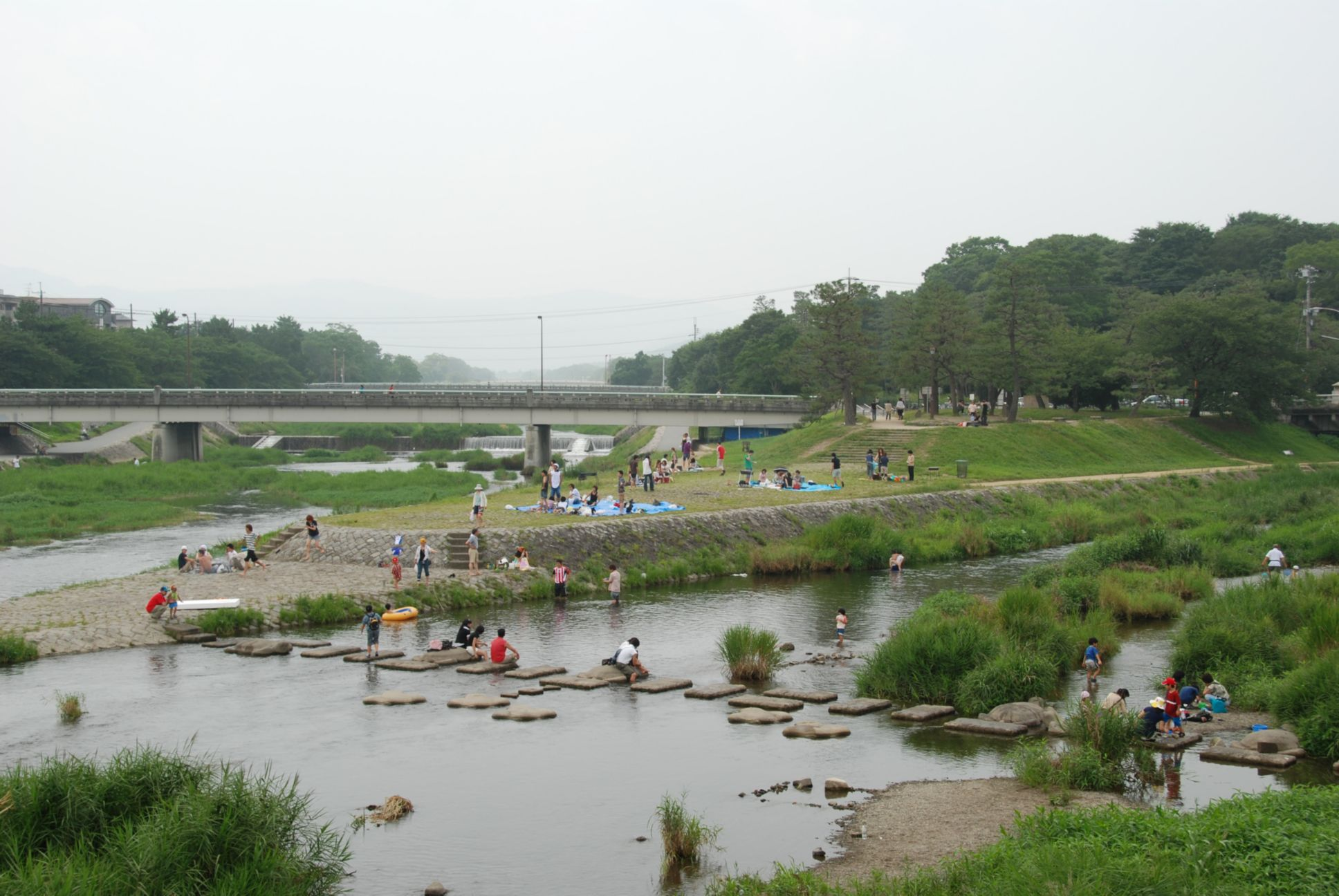
賀茂川(左)と高野川(右)の合流点。通称「鴨川デルタ」（地理学でいうデルタ(三角州)には該当せず誤用である）。
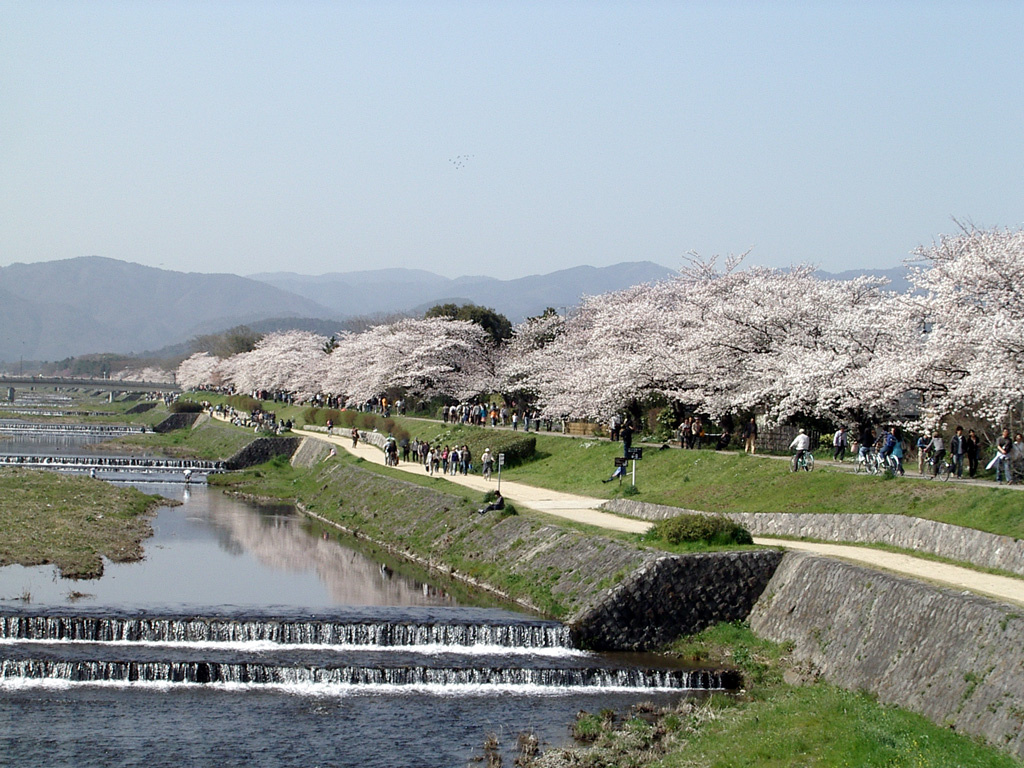
賀茂川（今出川通と北大路通の間）左岸の桜
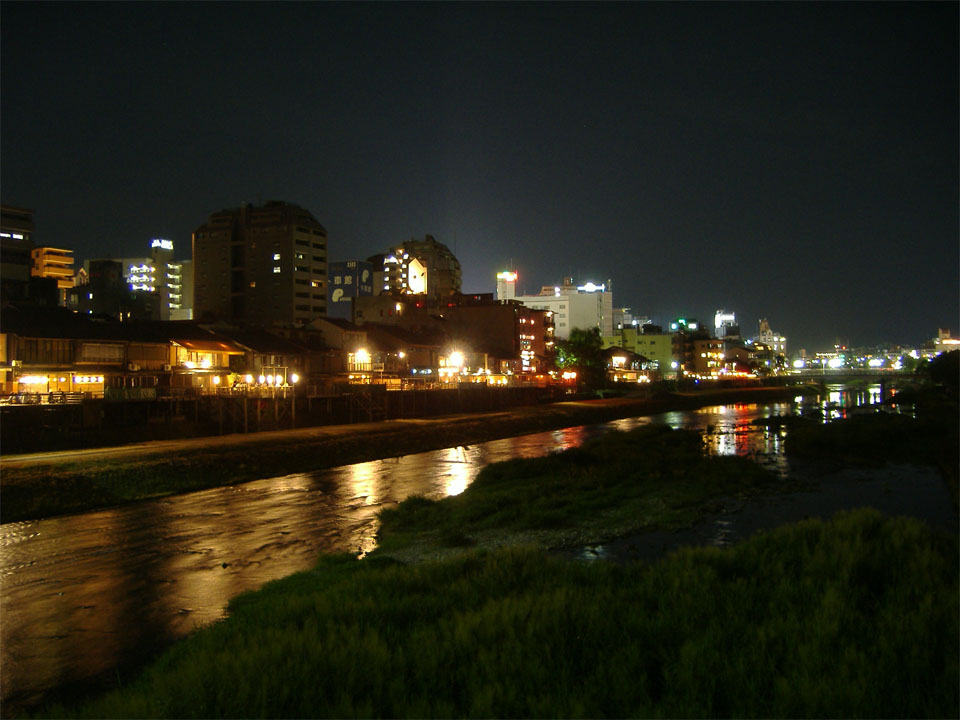
団栗橋から上流を望む
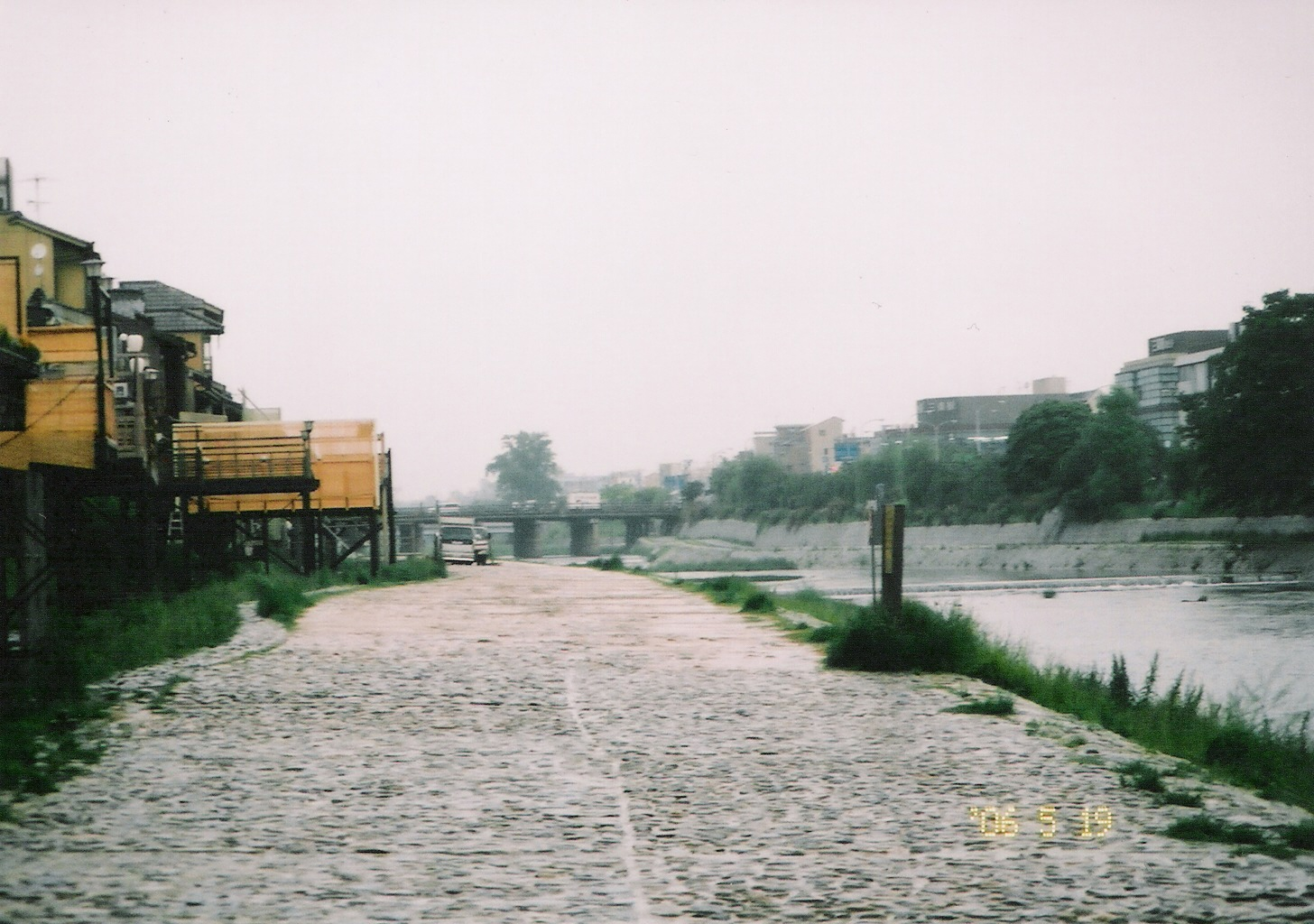
四条大橋下の河川敷から上流を望む
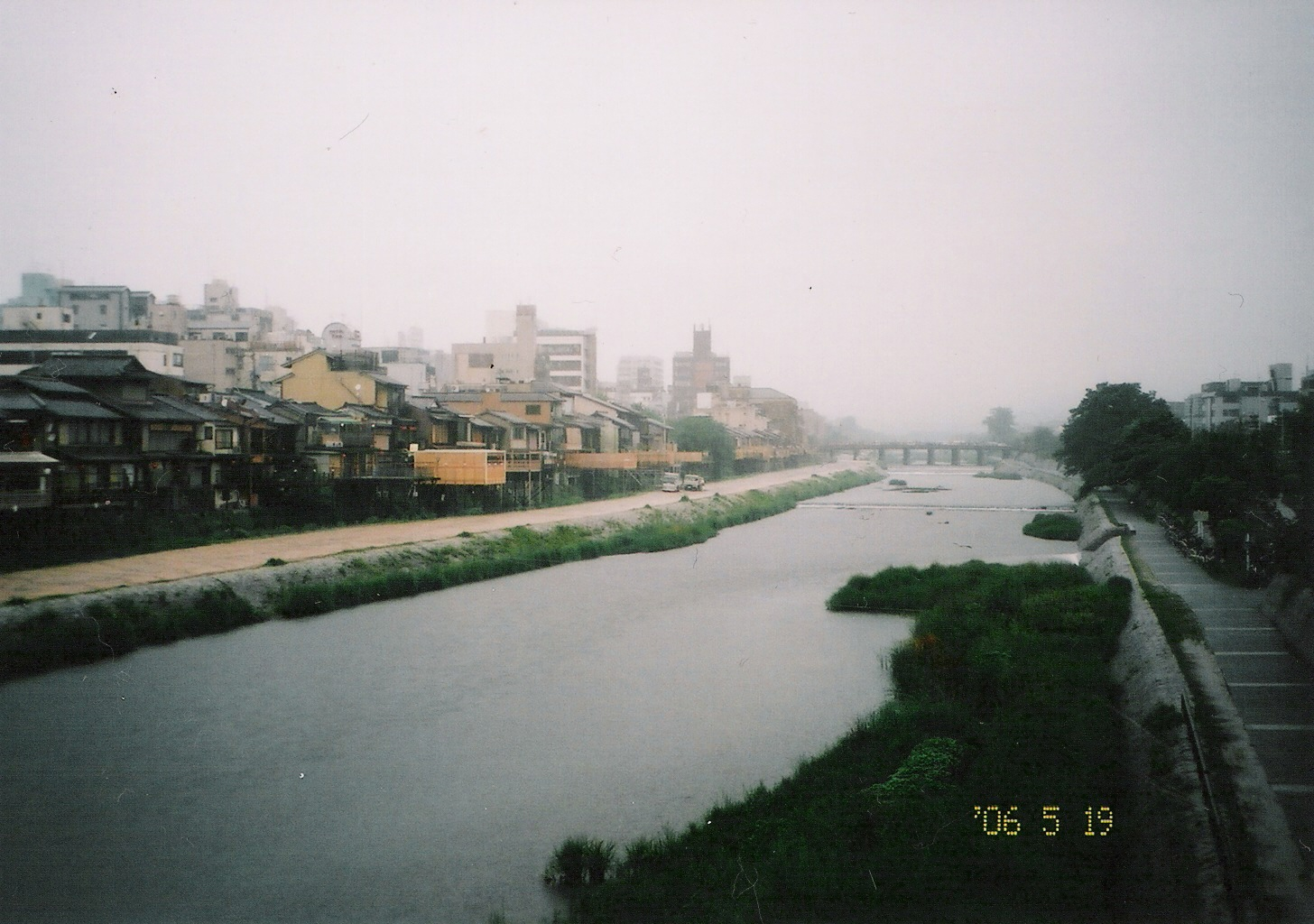
四条大橋から上流を望む
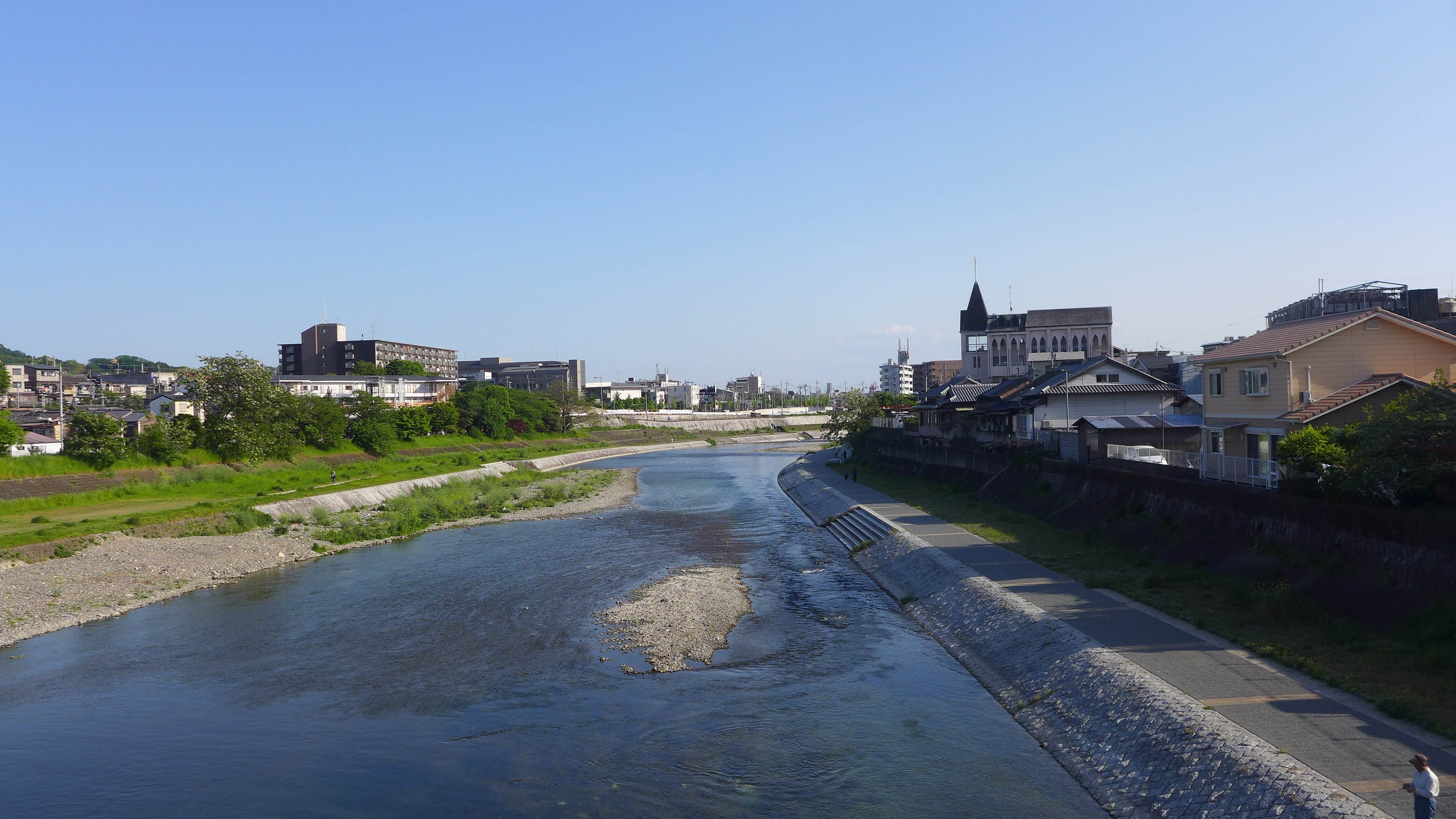
東山橋から南側の風景 (2015.05.02)

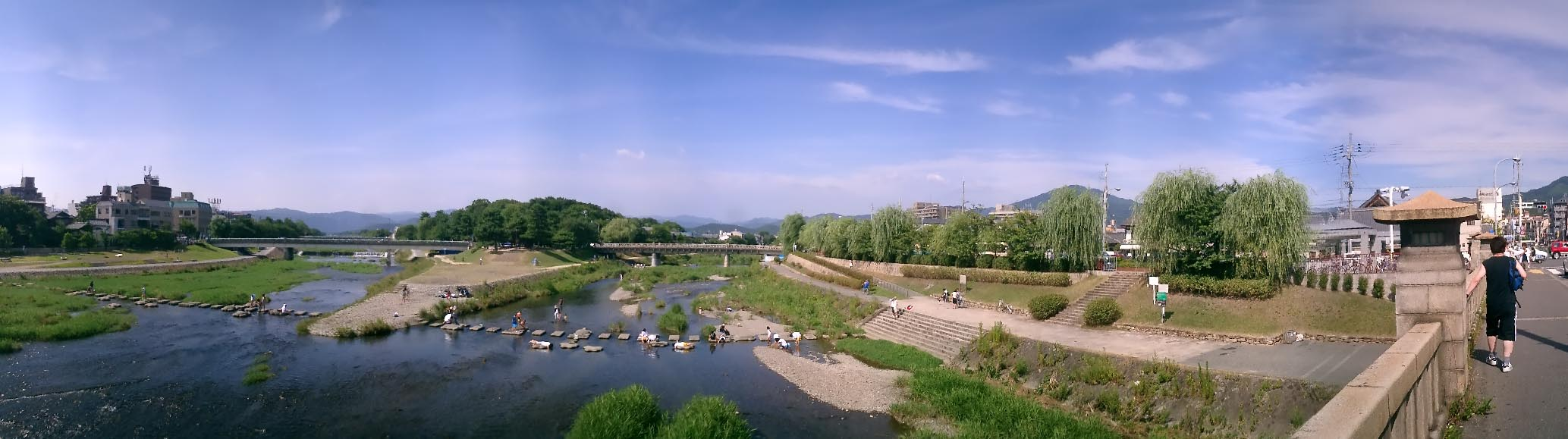
賀茂川（左）と高野川（右）の合流点。奥に見えるのが糺の森。

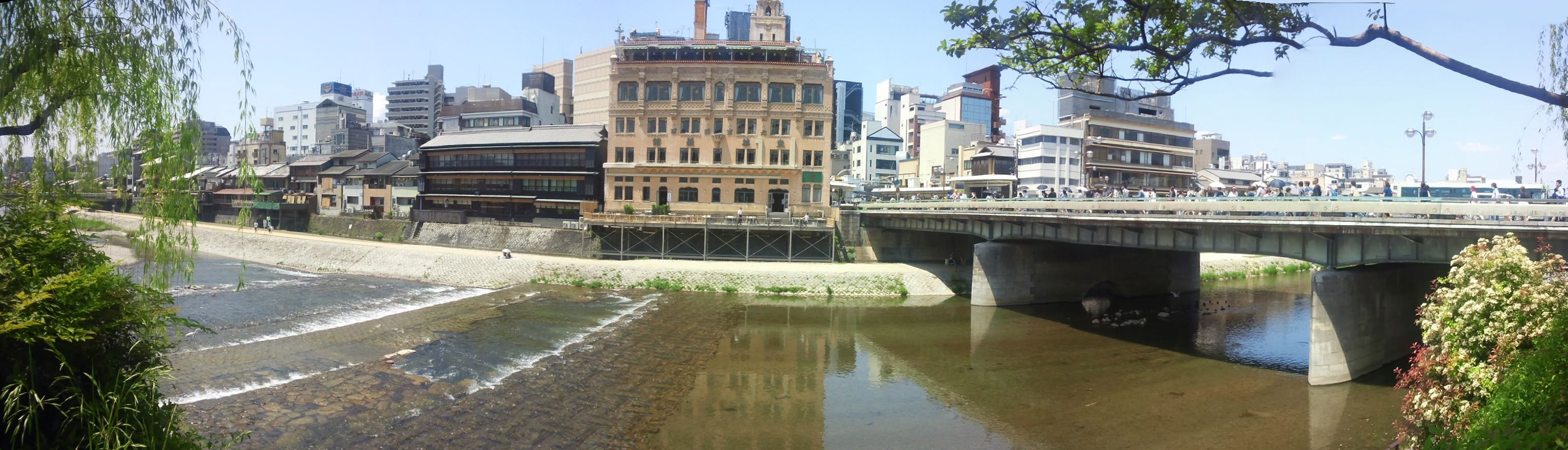
四条大橋付近。京阪・祇園四条駅側から望む。